# Gordon Brown (rugbista)
Gordon Lamont Brown (Troon, 1 de noviembre de 1947-19 de marzo de 2001) fue un jugador británico de rugby que se desempeñaba como segunda línea. Fue hermano del también jugador de rugby Peter Brown y sobrino del futbolista Jim Brown.
Gordon Brown es considerado el mejor segunda línea que dio su país y uno de los mejores jugadores de la historia. Desde 2001 es miembro del Salón de la Fama del Rugby.

## Selección nacional
Fue convocado al XV del Cardo por primera vez en diciembre de 1969 para enfrentar a los Springboks y jugó su último partido en marzo de 1976 contra el XV del Trébol. En total jugó 30 partidos y no marcó puntos.

## Leones Británicos
Fue seleccionado a los British and Irish Lions para integrar el equipo que disputó la Gira a Nueva Zelanda 1971 donde jugó dos de los cuatro test–matches frente a los All Blacks.
Participó de la polémica Gira de Sudáfrica 1974 donde jugó tres test–matches ante los Springboks y les marcó dos tries, estos fueron los únicos que hizo internacionalmente.
Finalmente formó parte del plantel que partió de Gira a Nueva Zelanda en 1977; aquí jugó tres test–matches contra los All Blacks y se retiró internacionalmente en el último partido.

## Palmarés
- Campeón del Scottish League Championship de 1970–71.